# Manx2-Flug 7100
Der Manx2-Flug 7100 verunglückte am 10. Februar 2011 bei der Landung auf dem Flughafen Cork. 6 der 12 Insassen, darunter die beiden Piloten, starben, die anderen 6 wurden teils schwer verletzt. Das Flugzeug wurde zerstört.

## Hergang
Der Flug startete gegen 08:10 Uhr in Belfast. Die Wetterbedingungen in Cork waren während des Anfluges schlecht, die Landung auf anderen Flugplätzen wurde erwogen. Nachdem sich das Wetter in Cork etwas gebessert hatte, wurde schließlich doch eine Landung dort versucht. Zwei Anflugversuche scheiterten. Nachdem die Maschine beim dritten Anflugversuch gegen 09:50 Uhr bereits unter der Entscheidungshöhe war, versuchte die Besatzung durchzustarten. Dabei rollte die Maschine erst nach links und dann nach rechts; die rechte Tragfläche berührte den Boden, was zum Absturz führte.

## Ursachen
Festgestellt wurde als Ursache des Absturzes Kontrollverlust während des versuchten Durchstartens unterhalb der Entscheidungshöhe unter Instrumentenflugbedingungen (IMC).
Zu den beitragenden Faktoren gehörte, dass die beiden Triebwerke der Maschine schon seit längerer Zeit unterschiedlichen Schub lieferten. Dies kann gerade bei geringen Geschwindigkeiten zu Problemen führen. Zudem hatte eigentlich der Kopilot als Pilot flying die Schubregelung der Triebwerke zu kontrollieren, doch aus unbekannten Gründen übernahm diese Aufgabe der Kapitän, während der Kopilot das Flugzeug steuerte, was zu unkoordinierten Steuereingriffen an Schubregelung und Flugzeugsteuerung führte. Der aufgrund der Sichtverhältnisse ohnehin unzulässige Landeanflug wurde zudem unterhalb der Entscheidungshöhe fortgesetzt anstatt abgebrochen. Durch einen Pilotenfehler wurde eines der Triebwerke auf partiellen Umkehrschub geschaltet, wodurch das Flugzeug nach rechts rollte.
Der Unfallbericht beschreibt ein von den zuständigen Behörden nicht zuverlässig zu überwachendes Geflecht von Unternehmensbeziehungen. Manx2 beschränkte sich auf den Verkauf von Tickets und bezeichnete sich selbst als "Marketing Group". In der Öffentlichkeit stellte sie dies jedoch nicht deutlich dar. Auch war sie in bestimmte sicherheitsrelevante Prozesse des Unternehmensgeflechts nicht eingebunden.
Das Flugzeug wurde von der spanischen Eurocontinental Air an die ebenfalls spanische Fluggesellschaft Flightline verleast und von dieser betrieben; diese wiederum hatte ein anderes Unternehmen ebenfalls in Spanien mit der Wartung der Maschine beauftragt.
Für den Flugnummerncode wurde der einer weiteren, unbeteiligten Firma verwendet.
Zusätzlich zum Stress durch zahlreiche weitere Aufgaben neben dem Steuern des Flugzeugs hatten die Piloten nicht die vorgeschriebenen Ruhezeiten eingehalten. Auch waren sie von der Fluggesellschaft anscheinend dazu gedrängt worden, möglichst nicht auf einen anderen Flughafen auszuweichen.
In der Folge stellte Manx2 den Betrieb ein und wurde 2013 in Citywing überführt.
Eine filmische Rekonstruktion der Tragödie um Manx2-Flug 7100 ist in der Serie Mayday – Alarm im Cockpit in der Staffel 14 unter dem Titel "Verhängnisvolle Fehlerkette" zu sehen.